# Linha Verde (Rio de Janeiro)
A chamada Linha Verde é uma das vias expressas previstas no Plano Doxiadis, de urbanização da cidade do Rio de Janeiro, no Brasil., sua denominação oficial é RJ-083.

## Histórico
De acordo com o projeto original, esta via ligaria a Via Dutra ao bairro da Gávea, passando pela Tijuca. Um túnel sob o Maciço da Tijuca, ligando a Rua Uruguai, na Tijuca a Praça Santos Dumont, na Gávea, faria a ligação desses dois bairros. 
Controvérsias sobre a construção deste túnel surgiram durante algum tempo, pois existiam alegações que o mesmo viria a desvalorizar o entorno da Praça Santos Dumont, fato que não necessariamente possa ser verídico, a exemplo do entorno da entrada do Túnel Rebouças situado no nobre Bairro da Lagoa. Soluções como pequenas mudanças no traçado do túnel poderiam resolver tal problema caso se constatasse sua veracidade. A questão é que sua construção desafogaria o já superlotado Túnel Rebouças. 
O trajeto mais provável desta via (com alguns possíveis cortes de rua, elevados e mergulhões) seria: saindo da Gávea sentido Zona Norte pelo Túnel da Rua Uruguai, Rua Uruguai (por meio de um elevado de dois pavimentos, na concepção inicial ou um mergulhão, solução mais estética atualmente), Túnel Noel Rosa, Viaduto Procurador José Alves de Morais, seguindo então pelos bairros do Sampaio (o Decreto Municipal nº 2499 de 11 de fevereiro de 1980 alterava alguns projetos de alinhamento (PAA) deste bairro para a passagem desta via), Jacaré, Jacarezinho e Maria da Graça; a partir de Del Castilho passa a acompanhar o trecho carioca da antiga Estrada de Ferro Rio d'Ouro a atual linha 2 do metrô que hoje passa pelo canteiro central da Avenida Pastor Martin Luther King Junior cortando outros bairros da Zona Norte, tais como: Vicente de Carvalho, Irajá e Colégio, chegando finalmente a Via Dutra. Pelo traçado acima, a Linha Verde cruzaria a Linha Amarela na altura de Del Castilho e a Avenida Brasil na altura de Coelho Neto afluindo na mesma altura da Via Dutra onde se encontra o término da Linha Vermelha. 
Obras executadas incluíram utilizar o leito da extinta Estrada de Ferro Rio d'Ouro com a duplicação estrada que a margeava, a antiga Avenida Automóvel Clube, atual Avenida Pastor Martin Luther King Jr.
Seu projeto é inconcluso, pois somente alguns trechos desta via foram construídos, dentre eles o elevado Proc. José Alves de Morais que liga o túnel Noel Rosa ao bairro Riachuelo. Percebe-se claramente pistas inacabadas que certamente serviriam a um trânsito futuro mais intenso; outro exemplo é a Estrada Rio d'Ouro, com o viaduto sobre a Rua Embaú, que se encontra abandonada, atualmente servindo basicamente para passagem de veículos de carga de transportadoras sediadas na Pavuna.